# Стивън Търнбул
Стивън Ричърд Търнбул (на английски: Stephen Richard Turnbull) е британски историк, специализиран във военна история на източните азиатски страни и най-вече самураите в Япония.

## Биография
Роден е на 6 февруари 1948 г. Следва в Кеймбридж. Преподава Религии на Далечния изток в Университета на Лийдс.
Написал е няколко книги на други средновековни теми. Част е от редакторите на издаваното за кратко списание Medieval History Magazine (2003–2005). Търнбул също е и консултант на популярната компютърна игра Shogun: Total War и на очакваното ѝ продължение Shogun 2: Total War - и двете, дело на британската компания за компютърни игри Creative Assembly.